# Cascata Minnehaha
La cascata Minnehaha è una cascata del Minnehaha Creek, un affluente del fiume Mississippi. Ha un salto di sedici metri.
Il suo nome significa acqua arricciata (curling water), il nome è di origine Lakota:
mni significa acqua e haha, cascata.

## Al cinema e nella letteratura
Le cascate diventarono famose nel 1855 con il poema epico The Song of Hiawatha di Henry Wadsworth Longfellow. Probabilmente, nel 1909, vi venne girato il film Hiawatha diretto da William V. Ranous.
Nel 1929, la cascata fu il set per alcune riprese di Evangelina, film diretto da Edwin Carewe che aveva come protagonista Dolores del Río. L'Evangelina del titolo è una figura storica che ispirò nel 1847 Longfellow per il suo poema Evangeline o Un racconto dell'Acadia, una storia che racconta in maniera poetica la grande deportazione degli acadiani.